# Conor Clifford
Conor Paul Clifford (Dublino, 1º ottobre 1991) è un calciatore irlandese, centrocampista del Lucan United.

## Carriera

### Club
Proveniente dalle giovanili del Chelsea, il 22 ottobre 2010 viene ceduto in prestito al Plymouth Argyle per un mese. Successivamente il prestito viene prolungato prima fino al 20 dicembre, e poi fino al 22 gennaio dell'anno successivo.
Di ritorno alla squadra londinese, viene ceduto in prestito per un mese al Notts County l'11 febbraio 2011 (prestito poi prolungato fino al 7 maggio).

### Nazionale
Conta varie presenze con la nazionale irlandese Under-21, con cui ha preso parte alla partita di qualificazione agli europei 2013 contro la Turchia.
Riceve la sua prima convocazione per la nazionale maggiore per un'amichevole contro la Croazia del 10 agosto 2011, senza però prendere parte alla partita.

## Palmarès

### Club

#### Competizioni giovanili
- FA Youth Cup: 1

Chelsea: 2009-2010